# 于群
于群（1962年11月—），男，辽宁丹东人。中华人民共和国官员，曾任保定市市长，现任宋庆龄基金会副主席。

## 生平
1984年4月，于群加入中国共产党。1985年7月参加工作。东北师范大学经济学院政治经济学专业毕业，研究生学历，法学硕士。历任中共中央宣传部部长办公室副处级秘书、正处级秘书，中共中央办公厅秘书局正处级秘书、副局级秘书，中共海南省委办公厅副厅级秘书，中共海南省委副秘书长，中共河北省委副秘书长，中共保定市委副书记兼中共涿州市委书记。
2005年11月，任中共保定市委副书记、保定市人民政府党组书记。2005年11月30日，保定市第十二届人民代表大会常务委员会第十六次会议接受王昆山辞去保定市人民政府市长职务的请求，任命于群为保定市人民政府副市长、代理市长。2006年1月14日，保定市第十二届人大四次会议闭幕，于群当选为保定市人民政府市长。2008年起担任全国人大代表。
2009年10月，于群上调中央，担任中华人民共和国文化部社会文化司司长。
2018年12月24日起担任中国宋庆龄基金会副主席。